# آشماداي

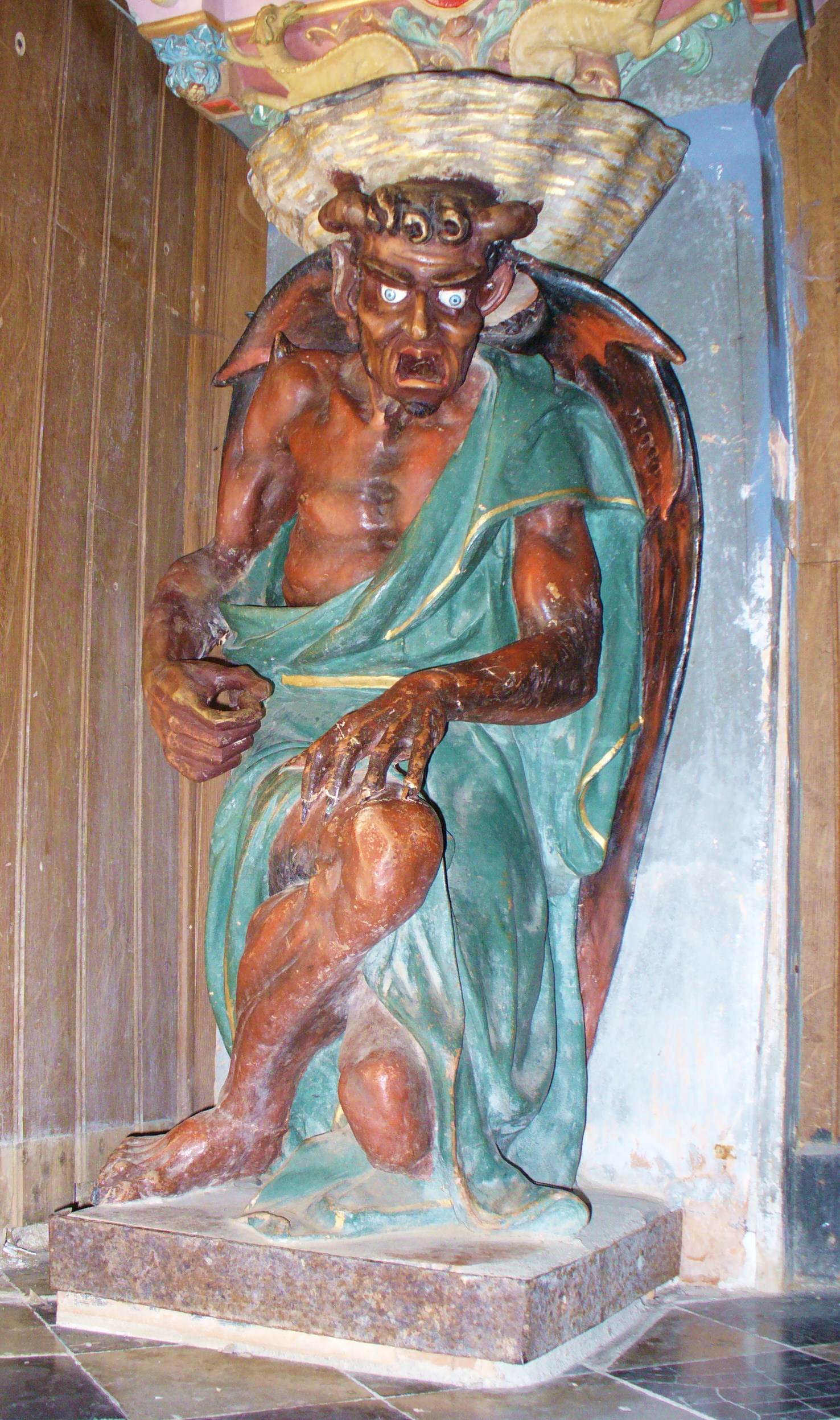
تمثال أشماداي في رين لو شاتو بجنوب فرنسا

آشماداي ورد في سفر طوبيا اسم ملك من العفاريت وهو حسب التراث العبري، عفريت متعة ومسؤول عن بيوت اللعب اللهو وأضيف في الأدب المسيحي إلى قائمة أمراء الجحيم السبعة حسب التلمود، هو أحد هولاء الجن والعفاريت المقربين من إبليس ومسؤول عن إلحاق الضرر بهولاء الذين لايلتزمون بتعاليم الكوشر.

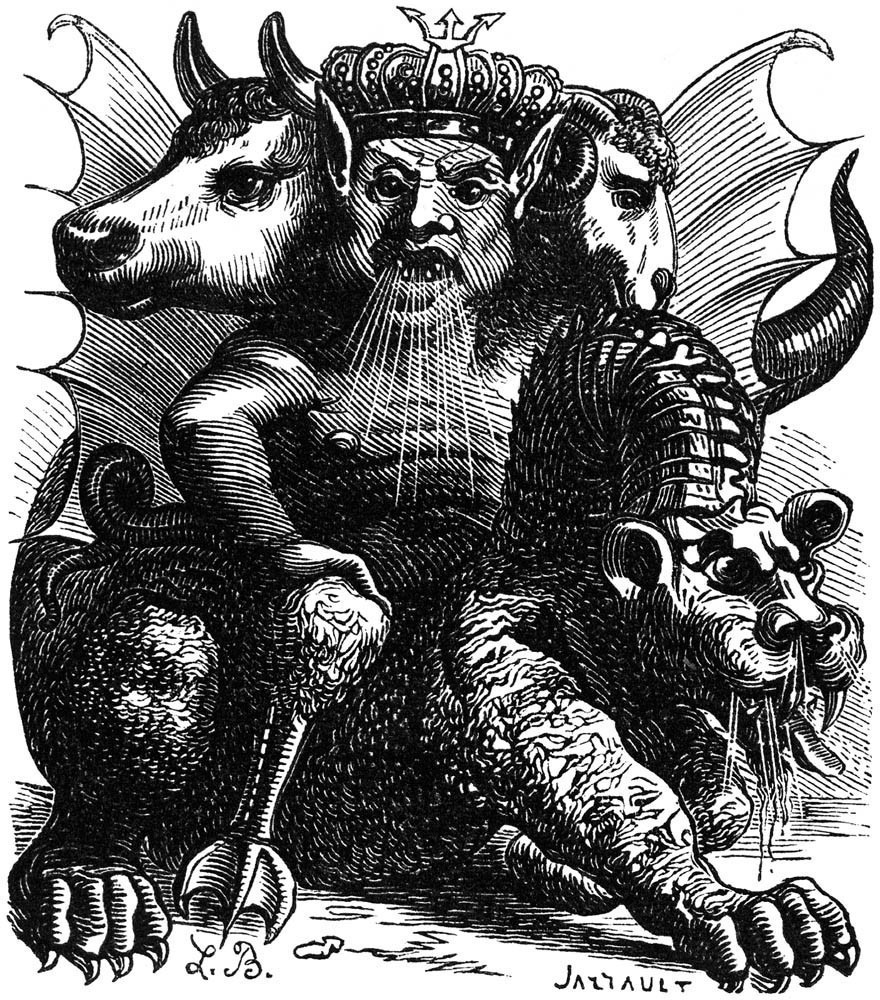
آشامادي ملك الجن والعفاريت

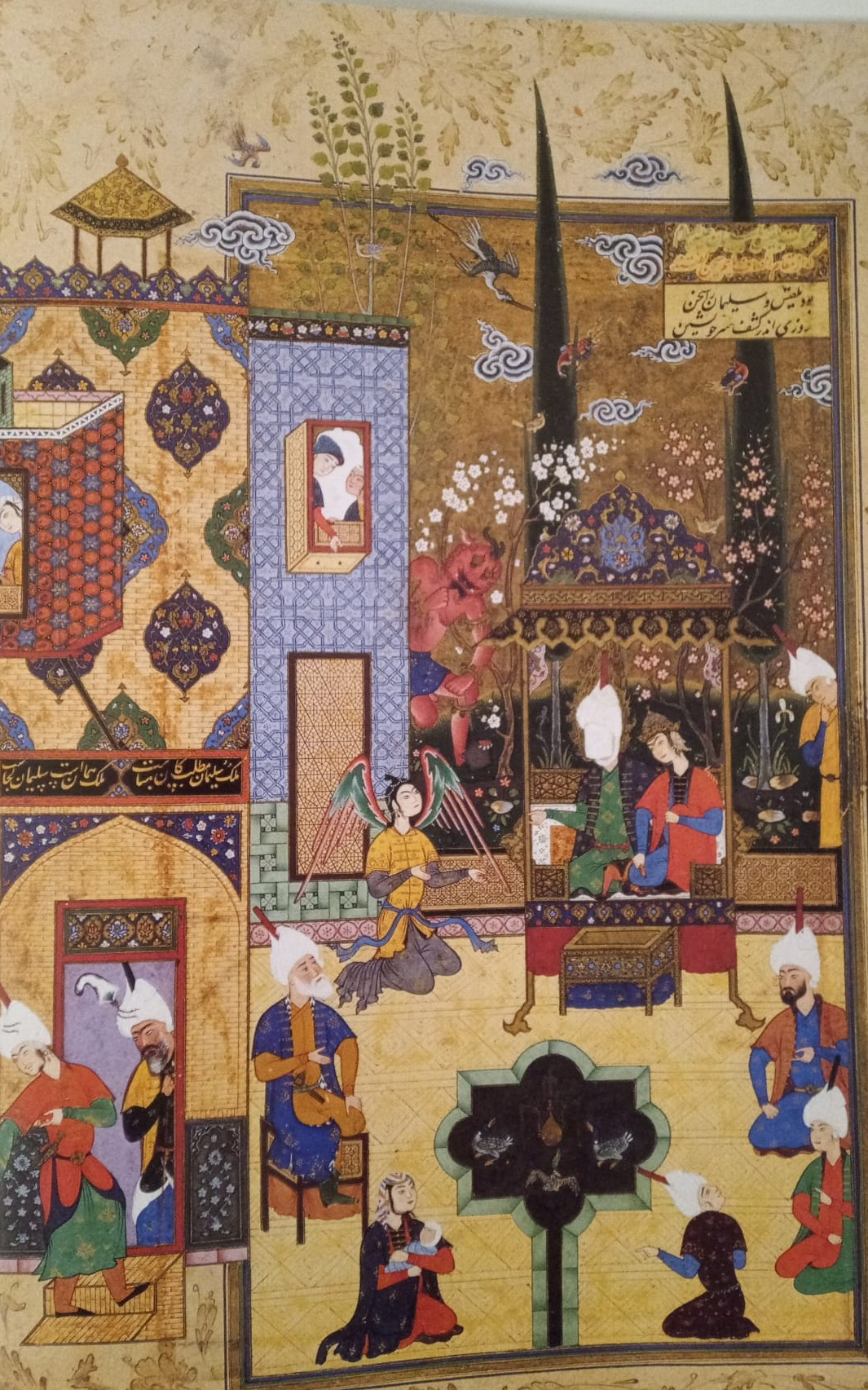
لوحة مستوحاة من قصة النبي سليمان وملكة سبأ يظهر فيها أشماداي كأحد الجن المسخرين لدى سليمان

القرآن الكريم لم يذكره ولكنه ذكر عن تحكم سليمان بالجن والعفاريت وأعمال البناء التي كانوا يقومون بها لأجله وحسب التراث اليهودي، فإن الهيكل بني في أورشليم في أرض يقال لها «بيدر» اشتراها داوود لتكون مقر تابوت العهد وهو المكان الذي ترائ لموسى في «البرية» ولم يبني داوود الهيكل وأنصاع لرغبة إله إسرائيل بأن يتم بناء الهيكل في عهد ابنه سليمان. ولمدة ثلاثة عشر سنة، بني سليمان عددا كبيرا من المعابد حسب الوارد في الأسفار منها بنائه لميناء في إدوم وبناء ثكنة عسكرية في تدمر كذلك.